# تكي (مسلسل)
تكي، أول مسلسل سعودي درامي على اليوتيوب. حقق أرقاماً عالية في نسب المشاهدة منذ عرض أول حلقة في 20 فبراير 2012. المسلسل من إنتاج عبد الله حامد، وإخراج محمد مكي وتمثيل خيرية أبو لبن ومؤيد الثقفي. وتدور قصة مسلسل «تكّي» عن شاب يحلم بأن يصبح مخرجاً سينمائياً في بلد لا يوجد فيه سينما، تدور أحداثه حول أخطاء مجموعه من الشباب وكيفية تعاملهم معها وتعلمهم منها.

## الاستقبال الجماهيري
حقق نجاحاً كبير في موقع يوتيوب حيث بلغ عدد مشاهدي الموسم الأول أكثر من 15 مليون مشاهد، صور المسلسل في مدينة جدة وأبوظبي وفي إيطاليا بداً من نوفمبر 2011 ويتكون من موسمين كل موسم 14 حلقة مدة الحلقة 15 إلى 10 دقائق.

## طاقم العمل
| الممثل            | الشخصية  |
| ----------------- | -------- |
| مؤيد الثقفي       | مالك     |
| خيريه أبو لبن     | بيان     |
| علي الشريف        | ماجد     |
| عادل رضوان        | عبد الله |
| هند الصايغ        | لمى      |
| رضوان الريمي      | بدر      |
| جوتارو            | احمد     |
| عبد الرحمن الكندي | سعيد     |
| علي باكور         | علي      |
| ريم الحبيب        | أم ماجد  |
| دارين البايض      | مها      |

## القصة
يروي العمل رغبة الشاب مالك في أن يصبح مصورا سينمائيا ومخرجا والصعوبات التي يواجهها في بلد لا توجد فيه سينما وأهل معارضين للفكره. والشابة بيان خريجة الإعلام والطامحة لأن تصبح مذيعة أو مقدمه وصعوبة توفيقها بين حياتها الاجتماعية والعملية. وتبدأ الحلقة الأولى بـشاب يدعى «مالك»، لعب الدور مؤيد الثقفي، يجلس ذات مرة في إحدى مقاهي جدة برفقة أصدقائه الثلاثة، ويلتقي بالشابة «بيان»، التي كانت تصور فيلما وثائقيا في المقهى، وعند الانتهاء من التصوير تنتظر سائقها خارج المقهى، فتتعرض لمضايقات من مراهقين مارة، ما يضطرها للركوب مع «مالك» لإيصالها إلى البيت. تجلس «بيان» في المقعد الخلفي، فترى كتابا تعجب به، فيصر عليها «مالك» أن تأخذ الكتاب لقراءته.

## الموسم الثاني
بعد نجاح الموسم الأول الذي تكون من 14 حلقه مدتها بين 12 إلى 15 دقيقة، توقف فريق العمل عن العمل على الموسم الثاني لما يقارب السنة والنصف لأسباب مادية وإنتاجية. جمهور العمل قام بالمطالبة بعودة المسلسل وانتشر سؤال (متى تكي) في جميع مواقع التواصل الاجتماعي. وقالت خيريه أبو لبن في صفحتها على تويتر ان هذا السؤال أصبح من رويتنها اليومي.
في 2014 غرد مخرج المسلسل عن عودة الموسم الثاني في 2014، لكن بعد فترة تم تأجيل الموعد لأسباب إدارية. صرحت خيرية أبو لبن في لقاء على قناة العربية أنها إنتهت من تصوير الموسم الثاني لكن قرار عرضه يعود للمنتج والمخرج. في يونيو 2015 وبخطوة مفاجئة تم تأكيد عرض الموسم الثاني على قناة العربي وانتقاله من اليوتيوب إلى التلفاز.

## وصلات خارجية
- تكي على موقع IMDb (الإنجليزية)
- تكي على موقع كينوبويسك (الروسية)
- تكي على موقع قاعدة بيانات الفيلم (الإنجليزية)